# Elisabeth de Meijier
Elizabeth Maria (Elisabeth) de Meijier (Meester Cornelis, Nederlands-Indië, 25 augustus 1899 – Haarlem, 27 juni 1951) was een Nederlands schrijfster.
Zij trouwde op 11 april 1929 met orkestdirigent Frits Schuurman, van wie zij op 29 maart 1939 scheidde. Ze kreeg drie kinderen. Vóór de Tweede Wereldoorlog woonde zij met haar kinderen in het Zuid-Franse kunstenaarsdorp Cagnes-sur-Mer, waar haar eerste boeken tot stand kwamen.
Toen de oorlog uitbrak keerde ze terug naar Nederland. Tijdens de oorlog nam zij Joodse onderduikers in huis, onder wie de violist Theo Olof en de leraar klassieke talen dr. Heiman (Chaim) Knorringa. Ze zat ook in het verzet. Zij schreef in verzetsblaadjes en hielp mee bij de verspreiding daarvan. Twee van haar vrienden uit het verzet waren de beeldhouwer Frits van Hall en de auteur Walter Brandligt. De laatste werd op 1 oktober 1943 gefusilleerd in Overveen. 
Tot haar vriendenkring behoorden onder meer de schrijfster Jacoba van Velde en de kunstschilders Geer en Bram van Velde. De  bevriende literatuurcriticus C.J. Kelk nam werk van haar op in de verhalenbundel Duizend en één avond. 
Elisabeth de Meijier overleed in 1951 op 51-jarige leeftijd aan kanker.